# Montegrotto Terme
Montegrotto Terme is een gemeente in de Italiaanse provincie Padua (regio Veneto) en telt 10.598 inwoners (31-12-2004). De oppervlakte bedraagt 15,2 km2, de bevolkingsdichtheid is 697 inwoners per km2.
In de Romeinse Oudheid was de plaats bekend voor zijn thermen met heilzame werking van het water. De god Aponus werd er vereerd. De naam van de gemeente is een verbastering van de Latijnse woorden: Mons Aegrotorum Thermae ofwel Berg van de Zieken en Thermen. De gemeente heeft een archeologische site op de plek van het voormalig thermencomplex, alsook een kleinere site waar een Romeinse villa aan de Via Neroniana stond.

## Demografie
Montegrotto Terme telt ongeveer 4126 huishoudens. Het aantal inwoners steeg in de periode 1991-2001 met 4,8% volgens cijfers uit de tienjaarlijkse volkstellingen van ISTAT.
| Jaar | Inwoneraantal |
| ---- | ------------- |
| 1991 | 9929          |
| 2001 | 10.405        |

## Geografie
Montegrotto Terme grenst aan de volgende gemeenten: Abano Terme, Battaglia Terme, Due Carrare, Galzignano Terme, Torreglia.